# Qusar
Qusar – miasto w północno-wschodnim Azerbejdżanie, stolica rejonu Qusar. W 2022 roku populacja liczyła 18,6 tys. mieszkańców.